# 生命科技集團
生命科技集團有限公司，簡稱生命科技集團（英語：LifeTec Group Limited，港交所除牌時1180.HK），在1999年8月30日，由葉氏保達國際有限公司更名而來。
當時經營生產及銷售保健產品，最後因為銷售情況欠佳而全面停頓，於是在2007年，陳捷和有關人士，進行收購該類股份，轉為現時在澳門經營博彩業務，5月7日，更名為匯彩控股有限公司。

## 連結
- HK1180.com （页面存档备份，存于）